# Staub & Fantasie
Staub & Fantasie – debiutancki album niemieckiego piosenkarza Andreasa Bourani, wydany 10 czerwca 2011 roku nakładem wytwórni Vertigo Berlin. W 2015 roku krążek otrzymał status złotej płyty w Niemczech za sprzedaż 100 000 egzemplarzy.

## Lista utworów
| Staub & Fantasie — Edycja standardowa | Staub & Fantasie — Edycja standardowa | Staub & Fantasie — Edycja standardowa                 | Staub & Fantasie — Edycja standardowa      | Staub & Fantasie — Edycja standardowa |
| Nr                                    | Tytuł utworu                          | Autorzy                                               | Produkcja                                  | Długość                               |
| ------------------------------------- | ------------------------------------- | ----------------------------------------------------- | ------------------------------------------ | ------------------------------------- |
| 1.                                    | „Nur in meinem Kopf”                  | Andreas Bourani, Tom Olbrich, Julius Hartog           | Andreas Herbig, Peter "Jem" Seifert Hartog | 3:49                                  |
| 2.                                    | „Wunder”                              | Bourani Hartog                                        | Herbig, Seifert                            | 4:09                                  |
| 3.                                    | „Zusammen untergegangen”              | Bourani, Olbrich, Hartog                              | Herbig, Seifert                            | 3:24                                  |
| 4.                                    | „Mit der Zeit”                        | Bourani, Hartog                                       | Herbig, Seifert                            | 4:26                                  |
| 5.                                    | „Glück”                               | Bourani, Jen Bender, Raphael Schalz, Hartog           | Herbig, Seifert                            | 4:30                                  |
| 6.                                    | „Sicher”                              | Bourani Olbrich Hartog                                | Herbig, Seifert                            | 4:07                                  |
| 7.                                    | „Eisberg”                             | Bourani Olbrich Hartog                                | Herbig, Seifert                            | 4:23                                  |
| 8.                                    | „Eden für dich”                       | Bourani, Hartog                                       | Herbig, Seifert                            | 4:15                                  |
| 9.                                    | „Du und ich und sie”                  | Axel Bosse, Olbrich, Hartog                           | Herbig, Seifert                            | 3:13                                  |
| 10.                                   | „So leicht so schwer”                 | Bourani, Hartog                                       | Bourani, Hartog, Olbrich                   | 4:44                                  |
| 11.                                   | „Fremder Planet”                      | Bourani, Hartog, Jan Stolter-Foht, Philipp Otto Block | Herbig, Seifert                            | 4:32                                  |
| 12.                                   | „Frieden”                             | Bourani, Hartog, Ralf Hildenbeutel                    | Herbig, Seifert                            | 5:16                                  |
| 13.                                   | „Du lässt dich gehen”                 | Bourani, Hartog                                       | Herbig, Seifert                            | 3:16                                  |
|                                       |                                       |                                                       |                                            | 54:04                                 |

## Notowania
| Lista (2014–15)                  | Najwyższa pozycja |
| -------------------------------- | ----------------- |
| Austria (Ö3 Austria Top 40)      | 27                |
| Niemcy (Media Control Charts)    | 23                |
| Szwajcaria (Schweizer Hitparade) | 22                |